# Jasenje (Aleksinac)
Jasenje (Servisch: Јасење) is een plaats in de Servische gemeente Aleksinac. De plaats telt 210 inwoners (2002).